# Kamil Dankowski
Kamil Dankowski (ur. 22 lipca 1996 w Dusznikach-Zdroju) – polski piłkarz grający na pozycji obrońcy w Wieczystej Kraków.